# Висихи
Висихи (пол. Wysychy) — село в Польщі, у гміні Забродзе Вишковського повіту Мазовецького воєводства.
Населення — 255 осіб (2011).
У 1975—1998 роках село належало до Остроленцького воєводства.

## Демографія
Демографічна структура станом на 31 березня 2011 року:
|          | Загалом | Допрацездатний вік | Працездатний вік | Постпрацездатний вік |
| -------- | ------- | ------------------ | ---------------- | -------------------- |
| Чоловіки | 131     | 31                 | 94               | 6                    |
| Жінки    | 124     | 32                 | 66               | 26                   |
| Разом    | 255     | 63                 | 160              | 32                   |